# Оринокска гъска
Оринокските гъски (Neochen jubata) са вид едри птици от семейство Патицови (Anatidae).
Разпространени са в тропическите гори на Южна Америка, в близост до езера и блата и често недалеч от открити пространства. Достигат дължина 61 до 76 сантиметра и живеят главно на земята и по дърветата, като рядко плават или летят.